# Haryanvi
Le haryanvi est une langue du groupe hindoustani parlée en Inde et considérée comme la variété la plus septentrionale de l'hindi, sans qu'il y ait toutefois intercompréhension entre les deux langues. La langue la plus proche semble être le braj bhasha.

## Autres noms
Cette langue est aussi appelée bangaru, banger, bangri, bangru, chamarwa, desari, hariani, hariyani, haryani ou jatu.

## Localisation
Le haryanvi est parlé principalement dans l'État d'Haryana, mais aussi ceux du Rajasthan, Pendjab, Karnataka, Himachal Pradesh, Uttar Pradesh et dans le territoire de Delhi,.

## Dialectes
Il existe les dialectes du bangaru propre, du deswali, et du khadar, qui ont entre eux une bonne intelligibilité et une similarité lexicale de 92 %.
La base de données linguistique Glottolog recense en plus les dialectes du bagdi et du mewati.

## Utilisation
Le haryanvi est utilisé par environ 8 millions de personnes selon le recensement de 2001 pour une population ethnique de 16 millions en 1992. Il est utilisé par des personnes de tous âges à la maison et pour les actes religieux. Ses locuteurs parlent aussi hindi, avec plus d'aptitude pour les personnes éduquées.

## Écriture
Cette langue s'écrit grâce à l'écriture devanagari.